# Bengt Bengtsson
Bengt Folke Bengtsson (Tåssjö, 1897. szeptember 30. – Stockholm, 1977. október 10.) olimpiai bajnok svéd tornász.
Az 1920. évi nyári olimpiai játékokon indult tornában és a svéd rendszerű csapat összetettben aranyérmes lett.
Klubcsapata a KFUM IF volt.